# Nina Ponomariova
Nina Apollonovna Ponomariova (în rusă Нина Аполлоновна Пономарёва, născută Romașkova; n. 27 aprilie 1929, Nijni Taghil, RSFS Rusă, URSS – d. 19 august 2016, Moscova, Rusia) a fost o atletă sovietică, medaliată olimpică. A participat la 4 ediții ale Jocurilor Olimpice (1952, 1956, 1960, 1964) în care a câștigat două medalii de aur și o medalie de bronz în proba de aruncarea discului.

## Palmares
| An   | Competiție           | Locație              | Loc | Note  |
| ---- | -------------------- | -------------------- | --- | ----- |
| 1952 | Jocurile Olimpice    | Helsinki, Finlanda   | 1   | 51,42 |
| 1954 | Campionatul European | Berna, Elveția       | 1   | 48,02 |
| 1956 | Jocurile Olimpice    | Melbourne, Australia | 3   | 52,02 |
| 1960 | Jocurile Olimpice    | Roma, Italia         | 1   | 55,10 |
| 1962 | Campionatul European | Berna, Elveția       | 6   | 51,03 |
| 1964 | Jocurile Olimpice    | Tokio, Japonia       | 11  | 52,48 |